# Quincy Jones
Quincy Delight Jones Jr. (Chicago, 14. ožujka 1933. – Los Angeles, 3. studenog 2024.) bio je američki glazbeni producent, tekstopisac, skladatelj, aranžer te filmski i televizijski producent. Tijekom svoje karijere duge sedam desetljeća dobio je mnoga priznanja uključujući 28 nagrada Grammy, nagrade Primetime Emmy i Tony, kao i nominacije za sedam Oscara i četiri Zlatna globusa.
Jones se proslavio 1950-ih kao jazz aranžer i dirigent prije nego što je ranih 1960-ih producirao pop hit ploče za Lesleyja Gorea (uključujući „It's My Party”) i služio kao aranžer i dirigent u nekoliko suradnji između Franka Sinatre i jazz umjetnika Count Basiea. Jones je producirao tri najuspješnija albuma pop zvijezde Michaela Jacksona: „Off the Wall” (1979.), „Thriller” (1982.) i „Bad” (1987.). Godine 1985. Jones je producirao i dirigirao dobrotvornu pjesmu „We Are the World”, koja je prikupljala sredstva za žrtve gladi u Etiopiji.
Jones je skladao filmsku glazbu za mnoge filmove uključujući: „Čovjek iz zalagaonice” (1965.), „U vrelini noći” (1967.), „Hladnokrvno ubojstvo” (1967.), „Dobar posao u Italiji” (1969.), „The Wiz” (1978.) i „Boja purpura” (1985.). Osvojio je nagradu Primetime Emmy za izvanrednu glazbenu kompoziciju za miniseriju „Roots” (1977.). Dobio je nagradu Tony za najbolju obradu mjuzikla kao producent za „Boja purpura” (2016.).
Tijekom karijere bio je dobitnik brojnih počasnih nagrada uključujući nagradu „Grammy Legend” 1992., humanitarnu nagradu „Jean Hersholt” 1995., počasti Kennedy Centera 2001., Nacionalnu medalju za umjetnost 2011., „Ordre des Arts et des Lettres” u 2014. i počasnu nagradu Akademije 2024. Časopis „Time” ga je proglasio jednim od najutjecajnijih jazz glazbenika 20. stoljeća.

## Galerija
- Quincy Jones u Helsinkiju 1960.
- Quincy Jones 1980.
- Quincy Jones 2004.
- Quincy Jones 2014.